# آنی کوردی
آنی کوردی (به انگلیسی: Annie Cordy؛ ۱۶ ژوئن ۱۹۲۸ – ۴ سپتامبر ۲۰۲۰) بازیگر و خوانندهٔ اهل بلژیک بود. وی از سال ۱۹۴۸ میلادی تا سال ۲۰۲۰ مشغول فعالیت بود.
از جمله فیلم‌ها یا برنامه‌های تلویزیونی‌ که وی در آنها نقش داشته‌است می‌توان به علف‌های وحشی اشاره کرد.